# 藍澤光
藍澤光是臺灣微軟為推出的開發技術平台Microsoft Silverlight所萌擬人化後製作的虛擬宣傳代言人，其中由同人繪師shinia負責角色設計以及人物繪製，並且邀請配音員姚敏敏進行角色配音。藍澤光最早是作為臺灣微軟「2010 Tech Days」的活動宣傳企劃之一，但是在推出後隨即獲得臺灣及日本地區的廣泛迴響，甚至促使得臺灣微軟決定陸續提出了另外三個姐姐藍澤優、藍澤葵及藍澤玲的設定。而之後臺灣微軟不斷積極地進行一系列相關的官方活動，這包括有相關軟體、特殊桌布、網頁遊戲、相關活動以及愛好者聚會等等。
2014年6月23日，臺灣微軟正式宣佈已經經營近4年歷史的臺灣Silverlight網站正式關閉，而網站之後會直接重定向到美國微軟官方網站，這也導致原有資源連接和相關信息不再可用。在此之前，網站曾於2014年4月30日「光的消失」主題活動《怪獸爭霸戰》結束後進行頁面改版，新增了兩個官方的行動應用程式和上載新的桌布，提供的最後一張桌布為「春暖花開——跟小光一起泡溫泉賞櫻來解除一天的疲勞吧！」而其Facebook官方專頁表示，日後藍澤光的動態消息與經營將轉至Facebook上。
後來台灣微軟在藍澤光Facebook官方專頁發起網路連署行動，希望能夠藉由讓藍澤光成為Microsoft Cortana的台灣地區代表角色，讓藍澤光的計畫能夠繼續下去。2014年9月5日，藍澤光Facebook官方專頁宣布，藍澤光擔任微軟雲端運算作業系統Microsoft Azure的台灣代言人；之後臺灣微軟公佈相關網站活動《My Azure girl 人類女孩養成計劃》，並且更換配音員林美秀以及推出由其演唱的主題曲《My Dear Friend》。2016年8月15日Facebook官方專頁亦停止更新，在2018年12月30日重新恢復運作。2021年秋季官方宣布角色退役。

## 企劃

### 發想製作
Microsoft Silverlight本身是微軟自行發展出來的應用程式框架，同時也是微軟多樣化網際網路應用程式策略下主要開發與運作平臺之一。其目標為設計出類似於Adobe Flash的作業開發平臺，使用時則是作為網頁瀏覽器的外掛程式並且支援多媒體、圖片以及動畫等特效。目前Microsoft Silverlight已經獲得許多主流網頁瀏覽器的支援，包括在Microsoft Windows（Windows RT除外）作業系統運行的Internet Explorer、Firefox、Google Chrome與Opera，以及在OS X作業系統上使用的Firefox和Safari，此外在使用Windows Mobile或者是Symbian作為行動作業系統的行動裝置亦支援Microsoft Silverlight。
藍澤光最早則是作為臺灣微軟「2010 Tech Days」的活動宣傳企劃之一，設計目的便是為了宣傳Microsoft Silverlight的技術改版消息而創作的軟體虛擬形象；而在先前日本Windows 7的代理廠商Windows 7 Mania便曾設計出非官方的虛構角色窗邊奈奈美，之後亦獲得了日本微軟方面的認可並且以此加以宣傳。而關於藍澤光的企劃案，微軟協助經理周旺暾表示當初設計藍澤光的目的便是試圖藉由動漫人物的形象，來讓消費者對於Microsoft Silverlight感到「驚艷」，也為此臺灣微軟甚至花費1個月才推出定案的版本。而擔任藍澤光專案負責人的許瓊文則表示當初企劃的靈感來自於Cosplayer，但也坦承由於微軟本身對於自身產品形象的嚴格規劃，使得藍澤光企劃案的通過可以說是一項「奇蹟」，不過製作團隊仍然希望設計出虛擬代言人並且將此發展為長期計畫。
在臺灣微軟公司的籌畫下則邀請了同人繪師shinia擔任角色設計者，其中shinia過往的創作作品主要是以東方Project和VOCALOID系列為主。許瓊文表示當初尋找繪師時主要是以畫風仍不夠穩定的創作者為主，同時認為shinia的畫風能夠同時使得男性以及女性市場都能夠接受。而音樂部份儘管許多作曲家拒絕了微軟的邀請，但是在希望能夠全部由臺灣自己製作的情況下最後找到了曾創作許多動畫電影中文版本配樂的Jerry負責；同時由於不希望愛好者對於藍澤光有既定形象而捨棄了創作歌詞的提案，而是在提供Jerry幾張藍澤光圖像之後便完全交由其發揮。另外藍澤光的角色語音部份，在挑選了30名至40名配音員後製作團隊選擇交由曾經為《名偵探柯南》的吉田步美以及《旋風管家！》的桂雛菊等角色進行中文配音的姚敏敏負責；其中許瓊文表示當時挑選姚敏敏是由於其不會偏頗某些音域並且能夠清晰講解產品內容，不過一些愛好者則認為姚敏敏聲音過於成熟反而不適合藍澤光的角色形象。

### 更換代言
2012年，微軟正式宣布關閉Microsoft Silverlight網站，隔年宣布停止開發Microsoft Silverlight的新版本，並且承諾支援Microsoft Silverlight5到2021年。各個區域市場的Microsoft Silverlight網站陸續重定向到MSDN上，不過臺灣微軟的Microsoft Silverlight網站仍然持續營運。到了2013年8月，臺灣微軟台灣為了吸引更多Windows 8和Windows Phone 8用戶，聯合這兩個平臺上的熱門遊戲《怪獸爭霸戰》推出「光的消失」主題活動，整個活動持續8個月之久，但是也引起許多藍澤光的粉絲對於企畫發展的擔憂。2014年4月30日，官方頁面在與《怪獸爭霸戰》合作的主題活動「光的消失」結束後進行改版，新增了兩個官方的行動應用程式和新的桌布（自「光的消失」活動後一直沒有按節日推出新桌布），提供最後一張桌布「春暖花開——跟小光一起泡溫泉賞櫻來解除一天的疲勞吧！」。
2014年6月23日，臺灣微軟正式宣佈已經有近4年歷史的臺灣Silverlight網站正式關閉，而網站之後會直接重定向到美國微軟官網，這導致原有資源連接和相關訊息不能繼續使用。與此同時，在藍澤光的Facebook官方專頁上則表示日後藍澤光的動態消息與經營將轉至Facebook上運作，並且將在之後推出新的活動內容。到了8月15日，在藍澤光Facebook官方專頁則發起聯署行動，希望能夠藉由讓藍澤光成為Microsoft Cortana的台灣地區代表角色，讓藍澤光的計畫能夠繼續下去。2014年9月6日，藍澤光Facebook官方專頁宣佈將由藍澤光擔任微軟雲端運算作業系統Microsoft Azure的台灣代言人。其中仍然由shinia負責藍澤光的設計，並且邀請為《罪惡王冠》的楪祈以及《幸運☆星》的高良美幸等角色配音的配音員林美秀擔任第二代配音，同時推出Azure girl形象主題曲《Blue Sky》。之後臺灣微軟則是為Microsoft Azure推出網站活動《My Azure girl 人類女孩養成計劃》，並且在YouTube上發表由林美秀獻唱的主題曲《My Dear Friend》。
《My Azure girl 人類女孩養成計劃》在2015年6月底結束後，同時，負責其活動的近藤監督離開微軟，所以從藍澤光企劃活動也中止，僅在Facebook官方專頁發佈一些新桌布和動態消息，但在2016年8月Facebook官方專頁亦停止更新，2018年12月30日重新恢復運作。2019年8月5日Facebook專頁的用戶名稱由silverlight.tw改成aizawahikaru.tw。

## 特色

藍澤光家族之形象，從左上角順時針分別為藍澤光、藍澤玲、藍澤優以及藍澤葵。

在2010年9月27日時，臺灣微軟正式將藍澤光的圖像安置在Microsoft Silverlight的介紹網頁上；而在同年10月時，微軟則在Microsoft Silverlight的網站上開始提供了關於藍澤光主題之電腦桌布的下載。由於藍澤光在設計上為了能夠迎合一開始預設的御宅族以及其他網路使用者的消費習慣，因此在人物外型設計選擇上便是以日本漫畫的萌角色設定為主。藍澤光的外表為一般的美少女形象，有著橘黃色的頭髮以及碧藍色的眼睛；而服裝方面則是有著泳裝以及迷你裙元素的近未來設計，並且搭配了以黑色為主軸、露出胸部上半部份的上衣以及白色的短裙。
而臺灣微軟在推出藍澤光後為了回應其他愛好者的要求，接繼發表了藍澤光的三個姐姐：藍澤優、藍澤葵以及藍澤玲；而由於藍澤光推出時所代表的為當時最新的Microsoft Silverlight第四代版本，因此在這一系列家族設定上列為四女。儘管之後一度傳出微軟在推出Microsoft Silverlight 5後臺灣分公司將會另外提出新的人物設定，不過後來決定繼續由更改過造型的藍澤光擔任Microsoft Silverlight 5的代言角色。在Microsoft Silverlight 5發佈後臺灣微軟公司也正式更新了藍澤光的外觀，除了將原本頭飾從原本的蝴蝶外觀改成球狀外，服裝方面則是將上衣以及長襪從原本的深色款式改成純白色調子為主，相反地短裙則是從原本的白色改成黑色。
臺灣微軟公司在Microsoft Silverlight官方網站上除了原本的產品介紹外，也提供有藍澤光的自我介紹影片、電腦桌布和桌面程式下載等，藉此來向愛好者推廣藍澤光以及其所代表的Microsoft Silverlight應用程式。其中在電腦桌布部份提供了不同尺寸的個人電腦螢幕之桌布、以及Windows Phone手機螢幕兩種款式，並且依照藍澤光所代表的版本進行分類。而桌面程式部份微軟公司則是提供了使用Microsoft Silverlight製作的「桌面郵貼」軟體，其中該軟體可以如同「郵票」般貼在用戶桌面上，而郵票中的藍澤光會在做出各種不同的姿勢。另外微軟也提供了語音時鐘和文字對話的部落格外掛，以及由配音員姚敏敏所提供的藍澤光打招呼之聲音。
而在成為Microsoft Azure的台灣地區代言人，臺灣微軟同時發表藍澤光擔任「台灣微軟 Azure girl」的桌布造型。其中在由shinia繪製的新桌布中，藍澤光的服裝則改為緊身戰鬥服造型。同時邀請《K-ON！輕音部》平澤唯、《罪惡王冠》楪祈角色配音的配音員林美秀擔任第二代配音。

## 活動

### 主題桌布
每逢季節轉換或者是節日慶典時臺灣微軟也會推出專屬主題電腦桌布，通常內容為由藍澤光穿上應景的服裝或者特殊服飾而成，但是這些特殊桌布則會有指定的下載期限。以藍澤光為主角的應景桌布同樣也是由shinia所繪製，並且同樣會提供不同尺寸的電腦螢幕供愛好者選擇。其中過往應景桌布的發佈主題包括有元旦、東亞新年、情人節、端午節、中秋節、花見、暑假、鬼月、萬聖夜以及聖誕節，此外藍澤光生日的9月27日當天也會提供紀念桌布作為慶祝。而除了推出單純的電腦桌布之外微軟也會設計特殊的主題標語，例如在2011年時為了表示支持日本東北地方太平洋近海地震災民所設計的「希望之櫻」（希望の桜）與「勇敢面對 相信希望」，以及2013年時因應情人節與暑假所提出的「戀愛紅線將我們倆人緊緊相繫」和「天氣真的熱的令人受不了……尤其是遇到這麼紳士的小螃蟹，小光好害羞喔！」等字句。另外在某些重要節日中也會推出不同的限定活動進行宣傳，例如在2011年情人節時便舉辦了「情人節特開 愛的告白大作戰」之活動，並且提供了隱藏版造型以及藍澤光主題的螢幕保護裝置。

### 網頁遊戲
2010年12月17日到2011年1月18日期間，臺灣微軟公司推出以藍澤家為主推出了的聖誕特別企劃《兩個人的聖誕夜》。其中整個遊戲便是以Microsoft Silverlight製作的簡單網頁互動遊戲，故事講述扮演主人翁的玩家由於工作的關係被公司指引到租屋處後來到了藍澤家寄住，在認識了藍澤一家四姐妹後從而展開的聖誕約會情節。在這類似於戀愛冒險遊戲進行前會先要求使用者上傳照片以作為之後的頭像，接著則會隨機出現4名女性角色並且有所對話。類似戀愛遊戲的是根據玩家不同的對話選擇將會使得故事劇情有所不同，而在遊戲破關後玩家便可以獲得跟女主角在一起的親密合照，而攻略成功的照片存檔則會保留在微軟伺服器至2011年1月31日為止。
在《兩個人的聖誕夜》成功獲得極高的點閱與遊玩次數後，曾表示不排除推出更多有關藍澤光相關遊戲的臺灣微軟公司也開始設計新的Microsoft Silverlight遊戲。之後微軟則在7月時推出了同樣由Microsoft Silverlight製作而成的小遊戲《夏日約會》，提出「收藏屬於你跟小光的夏日回憶」為主題，讓忘了曾經和小光一起度過夏日約會的玩家重新取回這些約會回憶。遊戲藉由操作畫面盤子來盛接特定的冰塊來進行遊戲；而遊戲通過後所獲得的獎品為以藍澤光為主角的電腦桌布，並且根據指定冰塊的不同而分別有「洋服」、「浴衣」、「泳裝」以及「特別回憶」回憶之桌布。
而在藍澤光成為Microsoft Azure代言人並且以此推出《My Azure girl 人類女孩養成計劃》活動，該遊戲以美少女養成遊戲方式進行。其中遊戲背景是2020年人類男女比例失衡，因此催生了「人類女孩養成計劃」以減少寂寞人類的數量，而藍澤光便在遊戲中設定為人工智慧女機器人。該遊戲的玩法的第一階段主要是玩家自行安排不同的行程任務，並且透過學習與體驗Microsoft Azure的服務以執行該項任務，而這會影響遊戲中藍澤光的狀況。到第二階段則是可以與遊戲中的藍澤光互動交談3次，並且會不定時發送簡訊到特定手機中與玩家互動，而在這之前遊戲則會要求將Microsoft Azure帳號狀態從免費試用帳號升級成正式帳號。而在遊戲進入第61天後會自動進入結局畫面，《My Azure girl 人類女孩養成計劃》中設定了十幾種不同的結局，而在遊戲結束後亦提供禮物作為紀念。

### 其他活動
臺灣微軟分公司在許多活動上皆邀請Cosplayer參與，例如在2010年9月28日到9月30日舉辦的「2010 Tech Days」便推出了相關與Cosplayer合照互動活動。其中活動分成單純與扮演成藍澤光的Cosplayer合照以獲得紀念貼紙的「初級任務」，或者是進一步將合照上傳至部落格、Facebook與噗浪等網站上分享以獲得限量版本海報的「高級任務」。而在2011年9月13日到9月15日期間，臺灣微軟在「2011 Tech Days」也進行了類似的互動活動。另外在2011年3月時，臺灣微軟更進一步舉辦了以藍澤光為主題Cosplay網路票選比賽。其中藉由三輪淘汰制度來挑選比賽冠軍以及亞軍，另外主辦單位還提供了4名評審獎獎項，另外獲獎者獲獎者還能夠得到家用主機Xbox 360與周邊配備Kinect作為獎品。
而在2010年11月6日到11月30日期間臺灣微軟則在臺灣地區發起了抽獎活動，其中安裝了Microsoft Silverlight的活動參與者只要點選鼠標便能夠或就有資格獲得100份限量版海報。而這次活動同樣受到愛好者的熱烈歡迎，甚至將其同人創作而將原本網站中「擁抱小光」的字詞改成「推倒小光」。另外在2010年以及2011年時，臺灣微軟在臺北市、臺中市以及高雄市的辦公處舉辦了藍澤光後援會活動。

## 影響

### 人物評價

各個Microsoft Silverlight官方網頁之比較，由左上角順時針分別為日本、韓國、中國大陆、臺灣、美國和德國。圖中藍澤光還是Silverlight 4時的造型。

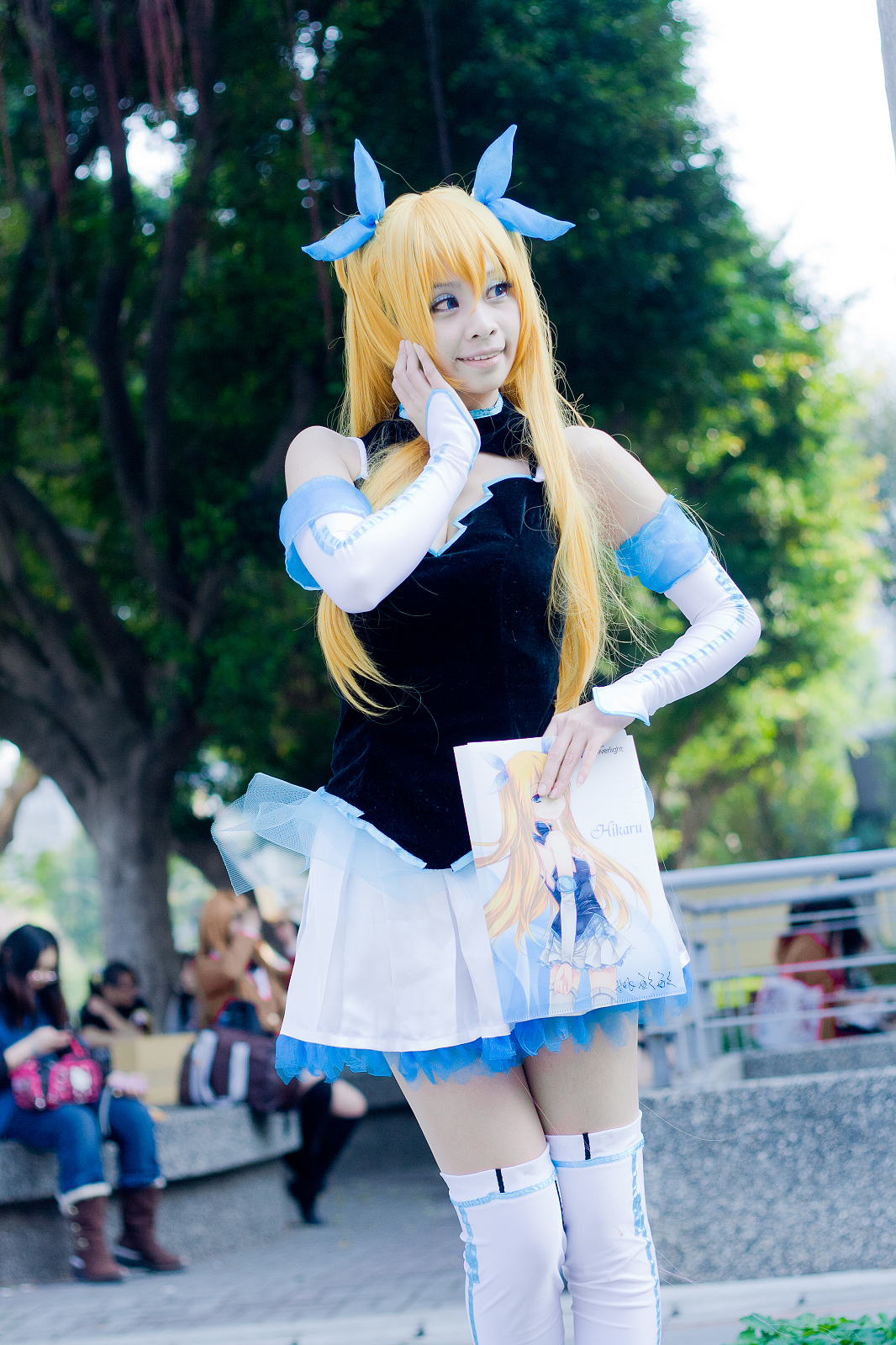
藍澤光cosplayer

藍澤光推出隔天便引起許多臺灣及日本網路用戶與御宅族的關注，其中包括2ch以及4chan等許多網站上都有相關報導與討論外；儘管過去便有藉由萌擬人化的角色來進行產品推銷之例子，大體來說絕大部份網路使用者以及動漫愛好者仍給予了正面評價，並且對於之後可能的後續動作抱有期待。而許多網路使用者也對於是由臺灣微軟提出這類型「萌」企畫案感到訝異，並且表示讓藍澤光擔任自身Microsoft Silverlight的美少女代言人並且加入臺灣的介紹網頁版面後，成功使得該網頁和其他分公司開設的網頁相比更為地「顯眼」。而在藍澤光推出後不久後，臺灣微軟也在Facebook上成立了官方的藍澤光粉絲團作為資訊提供網站，並且也以其為主角推出了關於Microsoft Silverlight的介紹影片。而在微軟於官方網站提供聖誕節限定桌布下載後，英語動漫圈的愛好者亦陸陸續續對於藍澤光有所關注。
許多日本網路使用者在藍澤光推出之後隨即發表了正面評價，一方面對於認為日本微軟在OS娘設計部份已經不如其他地區積極外，另一方面也開始拿藍澤光與同樣是虛擬角色的初音未來等其他知名人物進行比較，而一些愛好者也特別指出藍澤光在身高以及體重數據上與初音未來相同。儘管先前日本便有由Windows 7 Mania所設計、後來被日本微軟加以認可的虛構角色窗邊奈奈美，但是在日本地區在人氣以及關注度上反而沒有如藍澤光般顯眼。而在日本軟體公司陸陸續續推出了克勞蒂亞·窗邊、窗邊優和窗邊愛等虛擬代言人，並且進一步推出相關產品並且拿至Comic Market推廣後，日本媒體則將窗邊奈奈美、克勞蒂亞·窗邊、窗邊優和窗邊愛以及藍澤光共同視為微軟公司將市場擴展至動漫市場的成果。
其中在2010年以及2011年的「AKIBA PC相關萌代言角色人氣大賽」（アキバで見かけたPC萌えキャラ人気コンテスト）中，藍澤光被評論為其他人物中獲得選票較多者以及期待往後相關產品發展之說明介紹；而到了2012年度的人氣大賽中藍澤光儘管仍因為被歸類為OS娘而沒有列入正式排名中，但仍獲得689票且高於被列為第二名的窗邊奈奈美以及被列為第三名與第四名的窗邊優和窗邊愛。其中成功促使日本微軟公司參與最大型同人誌即賣會Comic Market的員工砂金信一郎在接受採訪時則認為從臺灣微軟公司為了宣傳Microsoft Silverlight而設計出藍澤光的反應來看，當時消費者就已經沒有對於為何要將應用軟體萌擬人化並創造出代言人這件事情感到「莫名其妙」。而另一方面，ITmedia則認為臺灣微軟所推出的藍澤光已經確實成為Microsoft Silverlight的官方代言人角色，並且戲稱之後日本微軟推出的克勞蒂亞·窗邊則是要追趕已經創下此舉的臺灣分公司。
也由於藍澤光推出所帶來的極高人氣，臺灣微軟所新設立的Microsoft Silverlight頁面也在短時間內獲得大量瀏覽以及下載次數。這使得其他地區的微軟分公司在獲知大眾反映後亦向臺灣微軟公司詢問是否能夠引用，但由於事前已經簽下授權的緣故使得藍澤光的官方消息僅能夠由臺灣微軟發布。對此臺灣微軟則表示這也是臺灣第一次推出這類型的計畫，並且坦承藍澤光所帶來的宣傳效果已經超過原先的預期，而在官方後援會中則表示藍澤光已經是微軟最為長壽的活動之一。不過一些評論者則認為藍澤光無論是在名字還是相關活動上都與日本習慣較為接近，但對此也有些批評者認為臺灣微軟所製作的藍澤光不應該以日文名字命名，對此微軟公司則表示當初純粹是參考同人誌文化以獲取最大的關注度；而評論家「Tabris」則認為採用日本名字與臺灣ACG產業長期受到日本影響有著很大關係，相比之下他認為如果類似虛擬角色出現在中國大陸或者是韓國便會以當地名稱為主。

### 相關商品
在「Microsoft Silverlight 藍澤光2011後援會」，臺灣微軟公司便推出了幾款以shinia的插圖製作與藍澤光角色週邊商品，其中包括有等身抱枕、限量海報、海灘巾、手機吊飾、筆記本以及咖啡杯組。而在藍澤光推出後不久一些人便開始預料可能會出現很多以藍澤光為主題的同人和二次創作作品，甚至出現了介紹Adobe Flash、Microsoft Silverlight和HTML5之間未來發展的漫畫作品，而在pixiv之上也有許多以藍澤光為主題的插圖創作出現。其中成功促使日本微軟公司參與Comic Market的員工砂金信一郎在接受採訪時提到，包括窗邊奈奈美、克勞蒂亞·窗邊、窗邊優和窗邊愛以及藍澤光等代言角色已經逐漸在次文化領域中建立名聲與品牌。而Gadget News在評論中則表示過去僅有日本地區得以藉由「萌文化」來擴展商機，然而藍澤光在官方網站的營運模式也象徵著「萌屬性」開始往外擴張。

### 合作計畫
從2011年1月25日到2月8日期間，日本圖文社交網站pixiv由於計畫增加臺灣用戶人數，在藍澤光成功於臺灣和日本兩地成為話題後決定跟臺灣微軟分公司進行合作，以藍澤光作為代言角色舉辦了以「pixiv春節」為主題的圖畫創作投稿活動，並且由微軟提供藍澤光資料夾作為獎品。其中活動進行方式為在投稿創作作品時以pixiv的標籤功能標註「春節」、「舊正月」、「新年快樂」或「卯」等字樣後，便就能參與活動並且在活動網頁上看到自己的作品，而之後主辦單位則會挑選20名參賽者的作品並提供資料夾作為獎勵。然而在活動進行中由於pixiv股份有限公司使用的字詞問題引起誤會，最後使得pixiv公開表示會刪除「國家與地域」這類詞彙並且加強對於臺海關係的了解。
而在2011年6月時，日本微軟分公司為了雲端運算作業系統Windows Azure而推出了另一名虛擬角色克勞蒂亞·窗邊，這也使得其成為第二位由微軟所正式承認的代言角色。其中日本微軟除了邀請了曾經於《Angel Beats!》、《魔法少女小圓》和《物語系列》中演出的聲優喜多村英梨擔任配音外，並且結合之前的窗邊奈奈美共同推出了相關介紹漫畫作品《雲端少女》（クラウド ガール - 窓と雲と碧い空 -）。然而日本網路使用者對於其的評價甚至不如先前的窗邊奈奈美或者是藍澤光，其中一些評論便認為克勞蒂亞金髮海外開發人員的設定反而缺乏日本元素。到了2012年1月1日時日本微軟和臺灣微軟則合作發表賀年企劃，其中由日本微軟在推出專屬賀年卡時商請臺灣分公司授權藍澤光得以一同入鏡，不過由於監督最後才答應使得繪師shinia以之前的舊圖改成兩人和服合影，而賀詞部份則是由日本方面所提供。另外在2013年8月時，臺灣微軟則是推出了與行動應用程式遊戲《怪獸爭霸戰》合作的「光的消失」主題活動，在故事中講述身為公主的藍澤光消失從而使得王國分裂並引發戰爭。微軟希望能夠藉此吸引Windows 8以及Windows Phone的使用族群，不過由於必須使用手機門號的緣故使得抽獎活動僅限於臺灣地區進行。
2012年4月1日時，得到臺灣微軟公司許可的KDDI則是推出了愚人節企劃《二〇一二 四月馬鹿》（「四月馬鹿」為「愚人節」英文的日文直譯），並且趁勢推出了作為雲端伺服器服務（CloudCore VPS）之官方形象代言人雲野心（雲野コア；）。其中網站在設計上完全模仿了臺灣微軟的Microsoft Silverlight官方網站設計排版，並且同樣提供相同構圖、尺寸以及數量的桌布。同時KDDI為了這次企畫案一方面邀請藍澤光的創作者shinia負責繪製新角色，另一方面也邀請了曾經在《出包王女》、《刀劍神域》與《花開物語》擔任聲優的戶松遙配音。而在2013年情人節時KDDI則是在Facebook官方頁面上分享最新電腦桌布，並且提供使用者下載情人節限定桌布。

## 外部連結
- Silverlight的Facebook專頁（繁體中文）
- 藍澤光 Aizawa Hikaru （繁體中文）（页面存档备份，存于）（繁體中文）
- 慢性自殺。shinia （页面存档备份，存于）（繁體中文）
- shinia （页面存档备份，存于）（繁體中文）
- piapro(ピアプロ)|shiniaのページ（页面存档备份，存于）（日語）
- 藍澤光的X（前Twitter）（日語）
- 星光燦爛Secret Love的Facebook專頁（繁體中文）
- 《星光燦爛 Secret Love》 （页面存档备份，存于）（繁體中文）